# Le Moulin (Sercq)
Pour les articles homonymes, voir Moulin (homonymie).

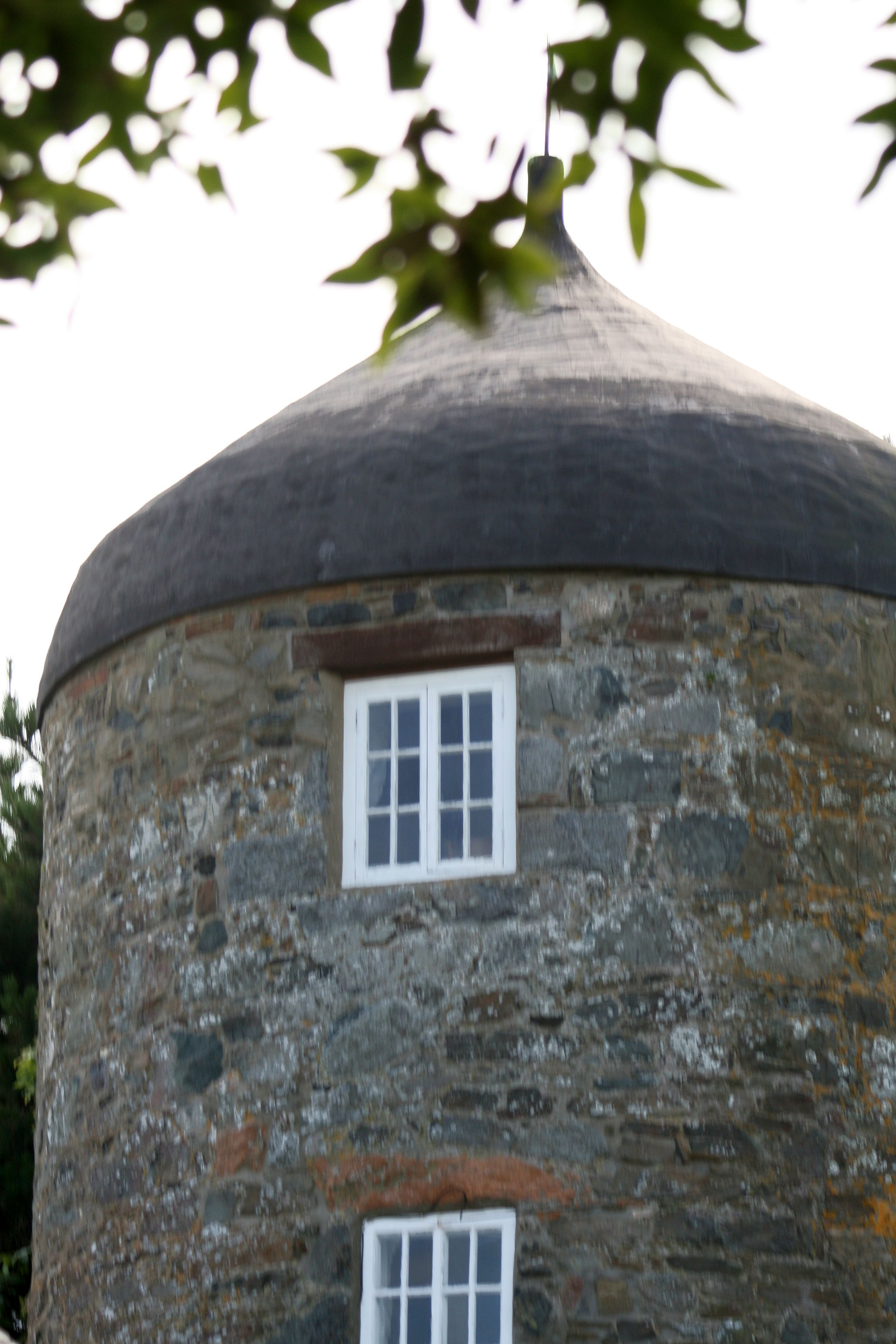
Le moulin à vent de Sercq.

Le Moulin est un lieu géographique sur lequel se dresse un moulin à vent qui s'élève au point culminant de l'île de Sercq située dans les îles Anglo-Normandes.
Située à une dizaine de kilomètres de Guernesey, 35 km à l'ouest des côtes du Cotentin français, et 20 km au nord-nord-ouest de Jersey. La petite île de Sercq, dépendante du bailliage de Guernesey, est un plateau rocheux qui culmine à une altitude de 114 mètres au niveau du moulin à vent.
Des linteaux sur le premier moulin de Sercq indique la date de 1571.
Le moulin a perdu ses ailes, mais a été néanmoins restauré.